# Nueva museología
La Nueva Museología fue una corriente museológica originada en Francia en la segunda mitad del siglo XX bajo el impulso de Georges-Henri Rivière. Su objetivo principal fue la democratización teórica y práctica del museo y sus postulados implicaron una transformación de la institución museística que alcanza el presente.

## Antecedentes y nacimiento
La Nueva Museología nació al albor de las revueltas del 68 francés. La institución museística anterior a esta época de transformación sociocultural mantenía al museo ligado a la visión academicista decimonónica, bien como un templo dedicado a la erudición y a la construcción de relatos históricos, bien a la contemplación estética de sus obras. La mayoría de los ciudadanos concebían los museos como espacios elitistas debido a la inaccesibilidad de sus discursos. Ante esta situación, el académico francés Georges-Henri Rivière se preguntó porqué algunas obras eran consideradas obras maestras –adquiriendo, así, el derecho a ser incluidas en los museos– mientras que otras –obras de artes aplicadas, artes populares, etcétera– eran despreciadas sistemáticamente. La conclusión de Rivière fue que, debido a su origen aristocrático, el museo restringía su objetualidad a la exclusividad de la obra, bien debida a su belleza formal, bien a su exotismo, su singularidad u originalidad. En suma, el museo era una institución creada por y para las élites socioeconómicas y culturales.
Así, el avance del proceso democratizador occidental posterior a la Segunda Guerra Mundial devino, en el ámbito de los museos, en el requerimiento de la renovación de las prácticas expositivas –las expografías o museografías– y del desarrollo de su faceta social como instituciones plenamente democráticas. Aunque el movimiento venía gestándose décadas, Mayo del 68 supuso el momento histórico en que se produjo una reclamación por parte de teóricos, artistas y representantes sociales de un modelo de institución museística radicalmente nuevo, en el que la sociedad democrática participase en la construcción del hecho patrimonial mediante un «acto social».
Si bien Rivière había iniciado sus indagaciones en el ámbito de museología en 1928, la maduración definitiva de su idea de museo devino en corpus teórico un su libro Curso de Museología, texto en el que agrupó varias conferencias impartidas en la Universidad de París en unos cursos de doctorado entre los años 1970 y 1982. Asimismo, las teorías de Rivière quedaron plasmadas en las instituciones museísticas que dirigió, como el Museo Nacional de Artes y Tradiciones Populares de París entre 1937 y 1966.
El desarrollo de la Nueva Museología fue paralelo al de institutos como el Comité Internacional para la Museología (ICOFOM), creado por Jan Jelínek en 1977 en el seno del Consejo Internacional de Museos (ICOM), y sus postulados y estrategias se fijaron en reuniones internacionales como la Mesa Redonda de Santiago de Chile (1972) y las Declaraciones de México (1982), Québec (1984) y Caracas (1992).

## El ecomuseo
Una de las principales aportaciones al campo museológico de la Nueva Museología fue la creación del ecomuseo. Ligado profundamente a las transformaciones que la sociedad francesa había sufrido en las últimas décadas, el ecomuseo se apoyaba en una nueva concepción del territorio y fomentaba una ordenación del mismo, y atribuía a la institución un papel primordial en cuanto a los requerimientos que la sociedad hacía en el ámbito del patrimonio cultural: la conservación y cuidado de las tradiciones, la historia social y la etnografía de las comunidades.

## Nuevas museografías
En lo referente a las prácticas expositivas, Rivière defendió que, como institución democrática, el museo debía su ser al servicio de la comunidad. Por tanto, de forma paralela a la sociedad, su expografía debía ser dinámica, explicado los cambios y las evoluciones culturales. En otras palabras, la Nueva Museología implicó el desarrollo de prácticas vigentes hoy en día como los montajes expositivos –desligados del historicismo decimonónico de las period rooms–, las líneas temporales y espaciales, las relaciones del hombre y el ecosistema o la estructuración de las exposiciones en ejes temáticos transtemporales. Asimismo, la Nueva Museología abogó por un sistema abierto e interactivo, que superase el modelo del museo-vitrina y que permitiese el establecimiento de un diálogo enriquecedor entre la exposición y el visitante.

## Participación, mediación e inclusión
La Nueva Museología reivindicó un museo concebido por y para toda la sociedad, en el que tuviesen cabida todas las colectividades e individualidades. De este posicionamiento se derivó su defensa de la necesidad de generar discursos adaptados a públicos distintos: los museos comenzaron a incluir, tanto en sus relatos como en sus actividades, a colectivos sociales otrora excluidos de los mismos como la infancia, la tercera edad, las mujeres, las minorías sexuales y raciales y las personas en riesgo de exclusión social, marcando un modus operandi que alcanza el presente. En este sentido, la diversificación del discurso del museo implicó el desarrollo de los estudios de público, hoy en día fundamentales en la práctica museal. Con este fin los museos comenzaron a dotarse de personal procedente del ámbito de la pedagogía y terminarían generando los Departamentos de Educación y Acción Cultural (DEAC), responsables de dirigir las políticas de públicos. Actualmente, la participación y la mediación son consideradas en su conjunto como la función sobre la que el resto de actividades del museo «orbitan, conceptualmente pero también en la práctica, amalgamando ese proyecto de lo común».

## Crítica a la Nueva Museología
Muchos de los postulados de la Nueva Museología siguen vigentes en los museos contemporáneos. Sin embargo, a partir de la década de 1980 la Museología Crítica promulgó una antítesis a algunos de sus presupuestos teóricos. De forma resumida, la Museología Crítica apunta que los museos que siguieron las pautas de Rivière efectuaban un proceso de dirigismo cultural: adoctrinaban al público a través de la exposiciones al ofrecerle una única lectura condicionada por la institución museística. Contra ese aprendizaje guiado, la Museología Crítica apostó por el autoaprendizaje individual de cada visitante. Pese a la pertinencia y el atractivo de la Museología Crítica, el sistema desarrollado por la Nueva Museología se muestra aún necesario, pues el autodescubrimiento solo puede ser efectivo si el visitante dispone de las herramientas y conocimientos previos necesarios para ello. Así pues, en el proceso de aprendizaje el sistema de Rivière resulta fundamental en una primera etapa, ya que ofrece al público las herramientas que le permitirán posteriormente desarrollar el proceso de autodescubrimiento. De esta forma, ambos modelos se complementan, siendo el primero necesario para desarrollar el segundo y resultando este una evolución pedagógica del primero que permite incorporar al proceso educativo la singularidad individual de cada visitante.